# Носач авиона Двајт Д. Ајзенхауер (CVN-69)
Носач авиона Двајт Д. Ајзенхауер (CVN-69) (engl. USS Dwight D. Eisenhower (CVN-69)) је амерички носач авиона на нуклеарни погон класе Нимиц. Брод је поринут 18. октобра 1977. као други носач авиона класе Нимиц, и први брод Америчке морнарице који је добио име по 34. предсједнику САД Двајту Д. Ајзенхауеру. Након њега изграђено је још 8 носача авиона ове класе, и сви су тренутно у активној служби у Америчкој морнарици. Изграђен је у бродоградилишту Newport News Shipbuilding у Вирџинији, а био је замјена за застарјели носач авиона из Другог свјетског рата Френклин Д. Рузвелт (CV-42)
Двајт Д. Ајзенхауер (CVN-69) учествовао је у операцијама у оквиру Заливског рата, а био је ангажован и као подршка америчким операцијама у Ираку и Авганистану. 